# Тональне відображення

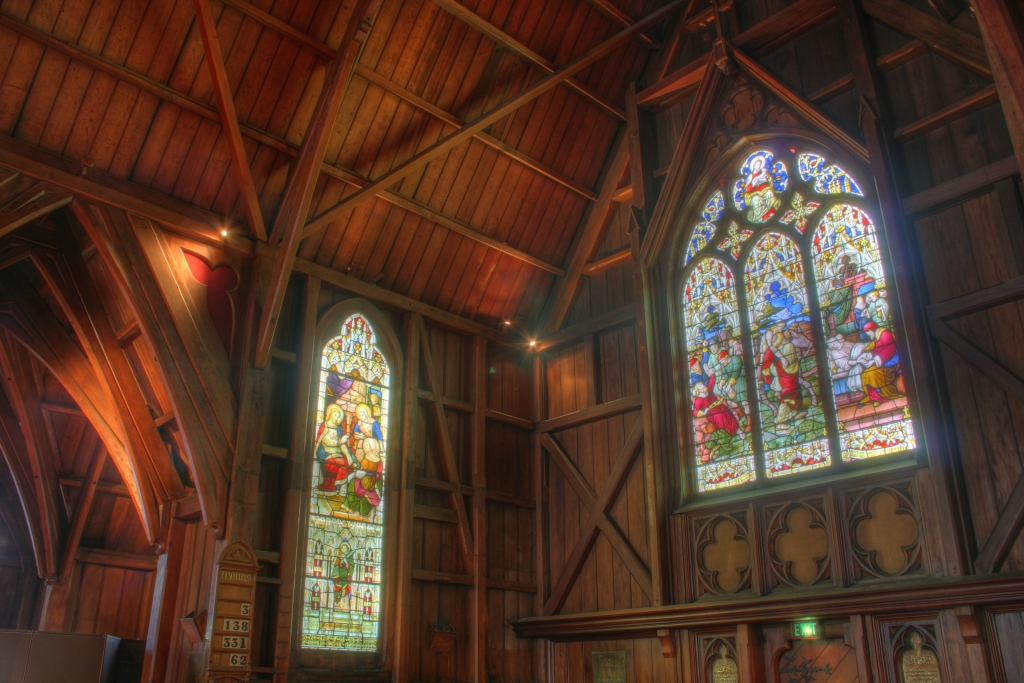
Зображення, отримане в техніці тонального відображення

Тональне відображення (англ. Tone mapping) — процес нелінійного перетворення тональних значень зображення з більш широкого діапазону в більш вузький з метою відтворення зображення на пристрої відображення з меншим динамічним діапазоном.

## Загальний опис
Оператори тонального відображення поділяються на глобальні та локальні.
Глобальні оператори забезпечують перетворення пікселів вхідного зображення на підставі їх інтенсивності і глобальних характеристиках зображення незалежно від положення пікселя. Прикладом глобального типу тонального відображення є тональна крива (тональні криві). Глобальне тональне відображення часто застосовують для обробки даних з 12-бітних сенсорів. При збільшенні динамічного діапазону вхідного зображення переваги глобального перетворення зменшуються, бо глобальне перетворення застосовується до всіх пікселів вхідного зображення однаково, без урахування того, чи знаходяться вони в темній або світлій області, при цьому оброблені зображення втрачають локальні деталі.
Локальні оператори враховують положення пікселя на зображенні, щоб визначити для нього відповідні параметри перетворення. При цьому пікселі рівної інтенсивності після відображення будуть мати різні значення залежно від того, де вони знаходяться: у світлій або темній частині вхідного зображення. Локальне тональний відображення вимагає обрахунку значень оточуючих точок для кожного відображуваного пікселя, що робить процес перетворення досить повільним. В результаті локального перетворення зберігається або навіть збільшується локальний контраст, що, наприклад, дозволяє одночасно зберегти як відтінки білого, так і чорного.
Техніка тонального відображення також застосовується при створенні HDR-зображень.